# Robb Royer

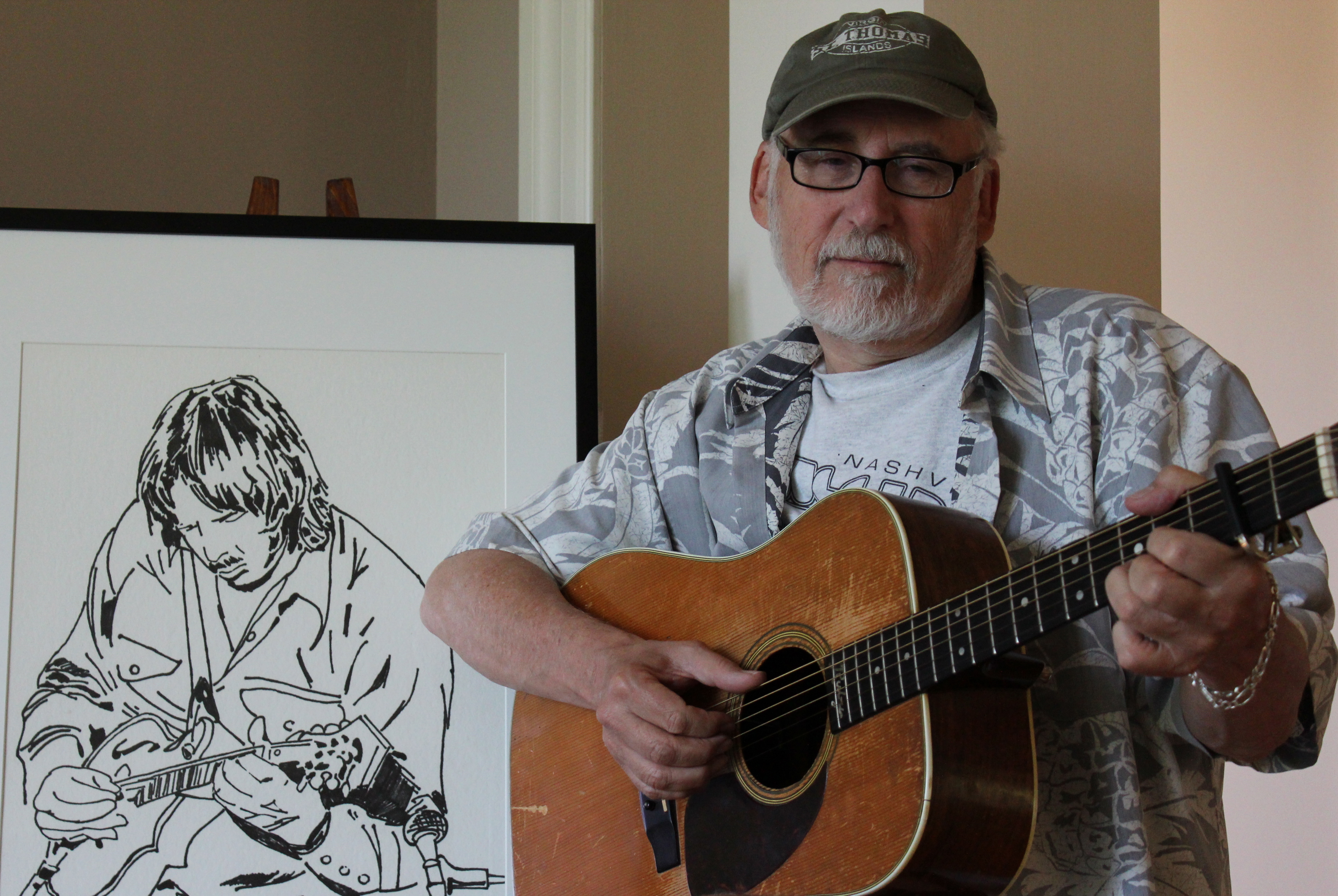
Robb Royer

Robert „Robb“ Wilson Royer (* 6. Dezember 1942 in Los Angeles) ist ein US-amerikanischer Musiker und Komponist.

## Leben
1966 schloss sich Robb Royer mit Michelle Cochrane, Tim Hallinan und Steve Cohn
in Los Angeles zur Band Pleasure Fair zusammen. 1968 tat sich Royer mit Jimmy Griffin zu der nur kurz bestehenden Formation The Morning Glories zusammen. Die Gruppe veröffentlichte nur die psychedelische Single Love-In.
Zusammen mit Jimmy Griffin und David Gates gründete Robb Royer dann 1968 die Softrock-Band Bread. Nach dem mäßigen Erfolg der dritten Albums Manna 1971 verließ Robb die Band und wurde durch Larry Knechtel ersetzt. Die Band hatte während seiner Zeit mehrere Charterfolge. In der Zeit mit Bread schrieb Robb Royer zusammen mit Jimmy Griffin das Lied For All We Know für den Film Liebhaber und andere Fremde, für das beide 1971 mit dem Oscar für den besten Filmsong ausgezeichnet wurden. Das von den Carpenters interpretierte Lied erreichte in März und April 1971 Platz 3 in den Billboard Hot 100. Nach dem Ausscheiden steuerte Royer noch Songs zu der 1973 aufgelösten Band Bread bei.
Zusammen mit Richard Fagan schrieb Royer das 1995 von John Michael Montgomery interpretierte Country-Lied Sold (The Grundy County Auction Incident). Sold war im Juli 1995 drei Wochen die Nummer 1 der Billboard Hot Country Songs und bei den Country National Airplay im Juni 1995 die Nummer 1.